# Gentil Theodoor Antheunis
Gentil (ook geschreven als Gentiel) Theodoor Antheunis (Oudenaarde, 9 september 1840 – Elsene, 5 augustus 1907) was een Vlaams dichter, componist en vrederechter. Hij was de auteur van de tekst van het lied Naar Wijd en Zijd - Vers l'Avenir, dat op muziek werd gezet door François-Auguste Gevaert en een soort vaderlands volkslied bis werd.

## Levensloop

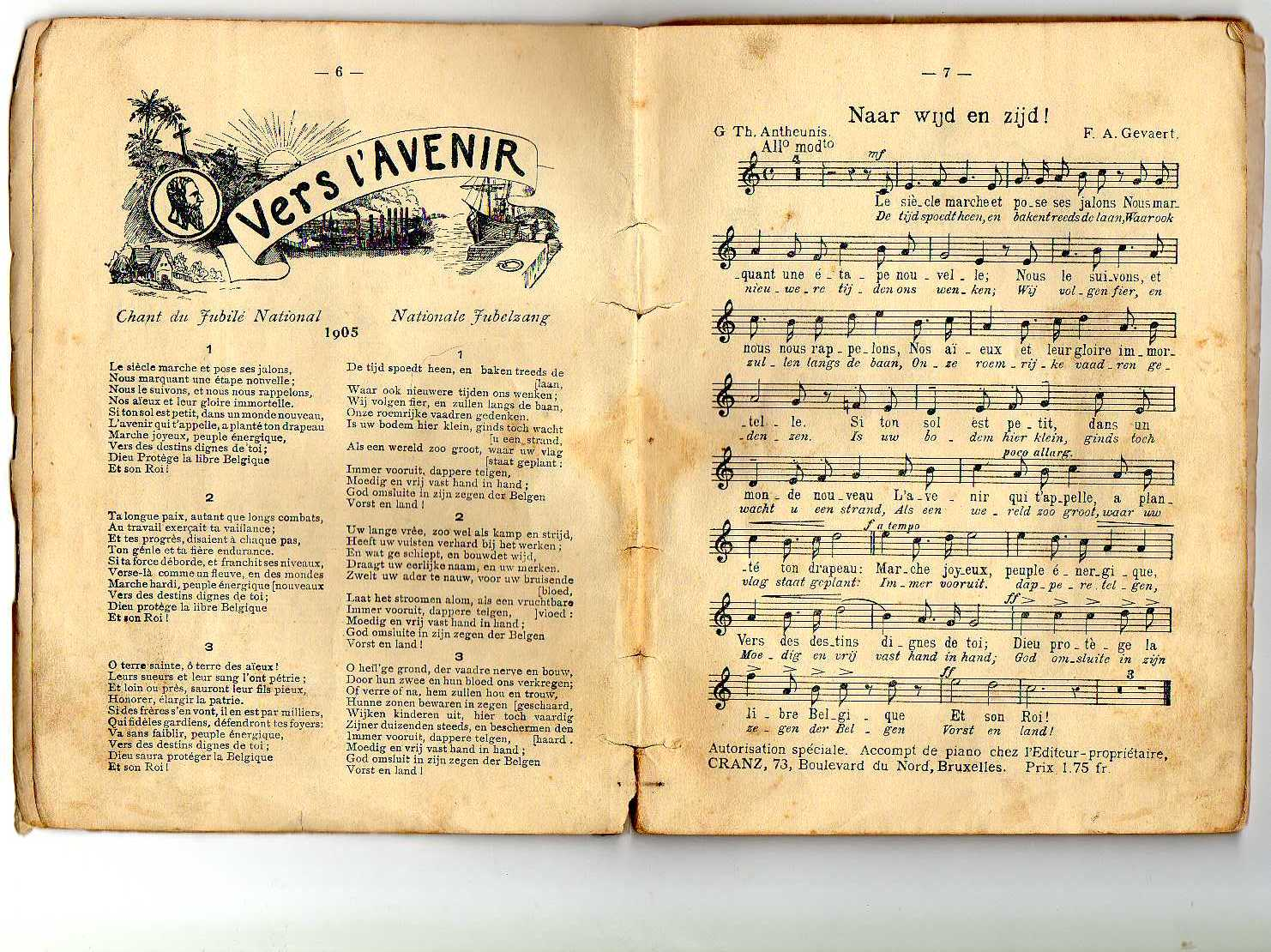
Pagina's van het lied du Jubilé Vers l’avenir/Naar wijd en zijd (1905) in Chansonnier des jeunes gardes catholiques van 1907.

Gentiel Antheunis was een zoon van Pierre Antheunis (1810-1883) en van Sophie De Corte (1807-1892). Hij trouwde in 1870 met Marie Conscience (1852-1922) en ze kregen drie kinderen. Zij was een dochter van Hendrik Conscience en Gentiel leerde haar in Kortrijk kennen.
Na de humaniora aan het Onze-Lieve-Vrouwecollege in Oudenaarde, werd hij in 1859-1860 onderwijzer in deze school. In 1860-1861 was hij huisleraar bij de familie Von Anders in Schloss Schaumburg bij Balduinstein en in 1861-1862 was hij leraar in het Heilige Maagdcollege in Dendermonde. Hij ondernam vervolgens universitaire studies aan de Rijksuniversiteit Gent en in 1866 promoveerde hij tot doctor in de rechten. Tegelijk volgde hij lessen zang aan het Stedelijk Conservatorium van Gent.
Op 1 januari 1868 werd hij tot vrederechter benoemd en oefende dit ambt achtereenvolgens uit in Oostrozebeke (1868-1869), Torhout (1870-1876), Halle (1876-1882) en Elsene (1883-1901).
Hij schreef in verschillende dagbladen en tijdschriften liederen en gedichten, waarvan verschillende door Willem De Mol op muziek werden gezet, onder andere: Lentelied, Ik ken een lied, Droeve tijden en Bethlehem. Ze werden verenigd in één bundel (1873). In 1874 werd Antheunis door de Antwerpse rederijkerskamer de Olijftak bekroond voor een minnelied. Verder gaf hij nog in het licht: Uit het hart, Liederen en gedichten (Dendermonde en Leiden, 1875); Liederkrans uit de Loverkens van Hoffmann van Fallersleben, met muziek van G. Antheunis (Gent, 1877); Leven, lieven en zingen (Gent, 1879). Een nu nog bekend lied van hem is Mijn Vlaanderen heb ik hartelijk lief. De jaren die hij in Torhout doorbracht waren voor Antheunis, zowel op het gebied van het dichten als van het componeren, de meest productieve.
Verschillende liederen van zijn hand werden opgenomen in de populaire liedbundel Kun je nog zingen, zing dan mee.
Het ging onder meer om het wiegelied En over de weide daar blonk de zon (getoonzet door Richard Hol), het lied Bontekoe (eveneens Richard Hol) en het lied Het muizeke (getoonzet door Daniël de Lange).

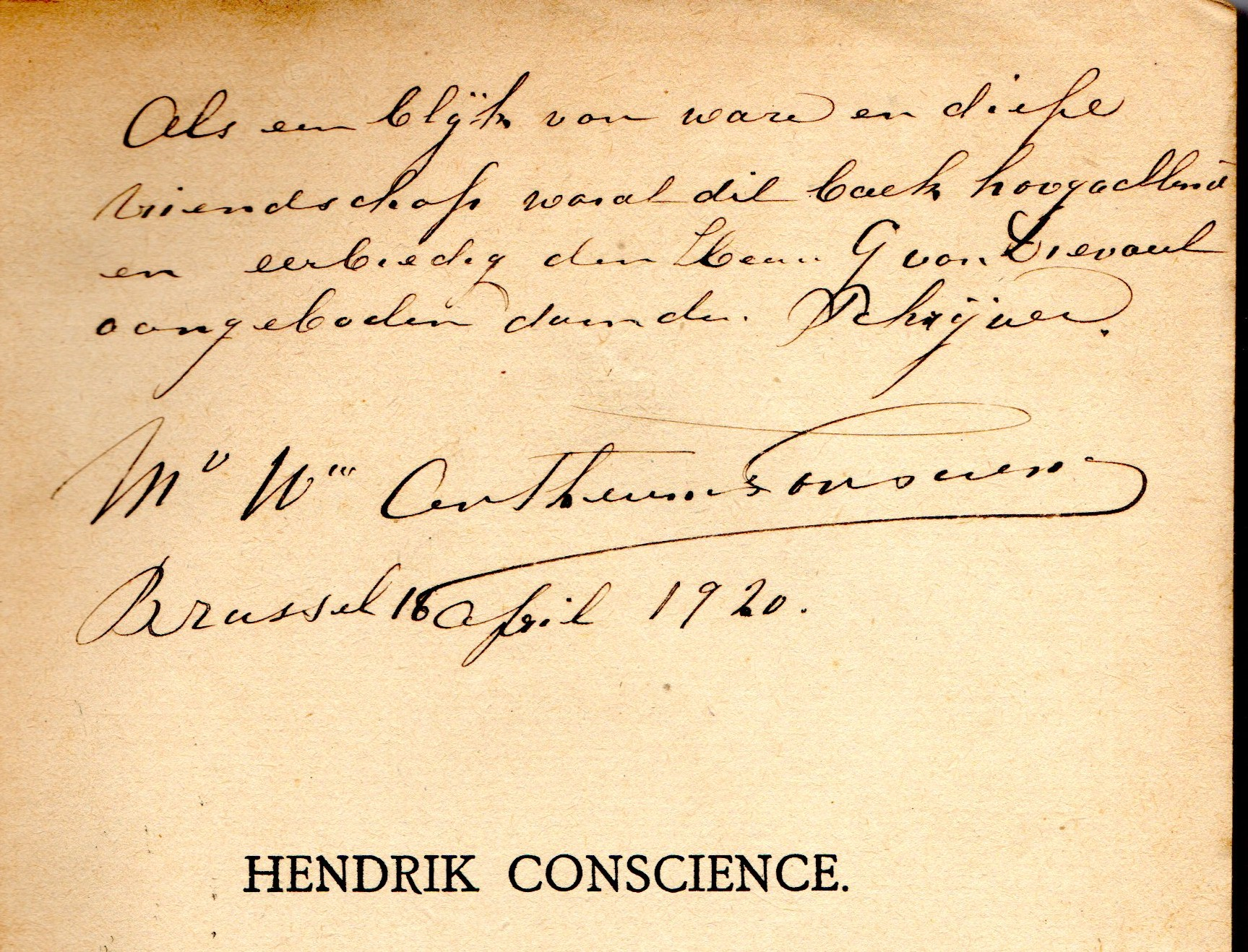
Toewijding op 18 april 1920 van Marie Antheunis-Conscience van haar boek aan de kunstschilder en art-nouveau-decorateur Gabriel Van Dievoet (1875-1934).

François-Auguste Gevaert en Gentil Antheunis waren verantwoordelijk voor respectievelijk de muziek en de tekst van het lied Vers l’avenir - Naar wijd en zijd uit 1905. Het was op verzoek van koning Leopold II dat hij de tekst schreef.
Antheunis werd in Oudenaarde begraven. Naar hem werd in deze stad het Gentiel Antheunisplein vernoemd.
Zijn vrouw Marie Conscience schreef de biografie van haar vader Hendrik Conscience.

## Publicaties
- Liederenbundel, 1873.
- Uit het hart, liederenbundel, 1874.
- Liederkrans, liederenbundel, 1875.

## Voetnoten
1. ↑  Janssens, J., De Belgische natie viert: de Belgische nationale feesten, 1830-1914, Leuven, Universitaire Pers Leuven, 2001, p. 208, noot 124.
2. ↑   Mevr. Antheunis, geb. Maria Conscience, Hendrik Conscience. Eenige bladzijden uit het leven mijns vaders, Leiden, 1912.

- Biblioteca Nacional de España: XX5646281
- Bibliothèque nationale de France: cb16042743h (data)
- Digitale Bibliotheek voor de Nederlandse Letteren: anth001
- Gemeinsame Normdatei: 106678079X
- International Standard Name Identifier: 0000 0000 6159 5301
- Library of Congress Control Number: no2007005440
- MusicBrainz: b4eeeef3-cb36-422c-aeac-de37d937d6ef
- Nationale Bibliotheek van Tsjechië: mzk2013757471
- Nederlandse Thesaurus van Auteursnamen: 06986201X
- Système universitaire de documentation: 119020238
- Virtual International Authority File: 53917783
- WorldCat: E39PBJxRyxYrRmD6bTyc4WpgKd